# A mexikói forradalom emlékműve
A mexikói forradalom emlékműve (spanyolul Monumento a la Revolución Mexicana, rövidítve MRM) Mexikóváros egyik legjelentősebb emlékműve, a mexikói forradalomnak állít emléket. Itt helyezték végső nyugalomra a forradalom több hősét is.

## Története
Az épületet eredetileg nem emlékműnek tervezték. A 20. század elején Porfirio Díaz elnök úgy döntött, 1910-re, a mexikói függetlenségi háború kitörésének századik évfordulójára felépítik a Föld egyik legnagyobb, 14 000 m²-es parlamentjét. A terv megvalósítását Émile Bérnard francia építészre bízták, aki egy klasszicista stílusú palotát álmodott meg. A munkák 1906-ban kezdődtek, ám az 1910-ben kitört forradalom miatt, miután egy hatalmas fémváz felépült, 1912-ben felfüggesztették a munkálatokat.
A harcok véget értével Bénard jelentkezett Álvaro Obregón elnöknél, hogy folytatná az építkezést, ám nem parlamentté alakítaná a félkész szerkezetet, hanem a forradalom hőseinek mauzóleumává. 1928-ban azonban meghalt Obregón, 1929-ben pedig Bénard, így még évekig nem nyúltak a vázhoz. A már elkészült szobrok ma Mexikóváros különböző pontjain állnak.
Carlos Obregón Santacilia volt az az építész, aki folytatta a tervezést, és úgy döntött, az építmény körüli területet köztérré alakítják, ahol majd a forradalmi megemlékezéseket lehet tartani. Az épület és a tér megtervezésekor felhasználta az art déco és a kubizmus stíluselemeit éppúgy, mint az évszázadokkal ezelőtti spanyol építészet és az ősi mexikói kultúrák művészetének néhány jellegzetességét. A díszítés hangsúlyos elemévé tette a szobrokat, amelyek elkészítésében Oliverio Martínez szobrász volt segítségére.
1936-ban mauzóleummá alakították az emlékművet, végül az építkezést 1938-ban fejezték be. 1942-ben itt helyezték el Venustiano Carranza maradványait, 1960-ban Francisco Ignacio Maderóéit és Plutarco Elías Calleséit, 1976-ban pedig Pancho Villa testét is átszállították ide. Lázaro Cárdenas 1970-es halála óta itt nyugszik. Kupoláját, ahova két lift vitt fel, kilátóvá alakították, ez körülbelül 3 évtizeden keresztül, 1970-ig látogatható is volt. 2010-re, a forradalom kitörésének századik évfordulójára az egész teret átalakították, az emlékművet felújították.

## Az épület és környéke
Az emlékmű és a körülötte elterülő tér Mexikóváros egyik központi kerületében, Cuauhtémocban található, a Paseo de la Reforma sugárút közelében, attól északra.
2010-ben egy panorámaliftet szereltek fel benne, és kilátóját újra megnyitották a közönség előtt. Ma felső szintjén kávézó és üzlet is működik, és egy távcsövet is felszereltek.
Az emlékmű előtt egy száz, a földből kilövellő, színes fénnyel megvilágított vízsugárból álló szökőkút emlékeztet a forradalom 100 éves évfordulójára. Keddtől vasárnapig óránként 15 percre lép működésbe, de 18 és 22 óra között folyamatosan megy. Az épület díszkivilágítása minden nap 22 órakor kapcsol be.